# Wiedener Eck
Das Wiedener Eck ist ein 1035 m ü. NHN hoher Passübergang zwischen Staufen im Breisgau und  Utzenfeld im Südschwarzwald und damit zwischen der Oberrheinischen Tiefebene und dem Wiesental. Die in Ost-West-Richtung verlaufende Passstraße ist gut 30 Kilometer lang. Der Pass ist ebenfalls von der Südseite über die Bundesstraße 317 und die Belchenstraße erreichbar. Damit weist der Pass die Besonderheit auf, dass er von drei Seiten befahren werden kann. Der Pass ist nach der wenige Kilometer östlich gelegenen Gemeinde Wieden benannt. Auf der Passhöhe verläuft die Gemarkungsgrenze zwischen dem Landkreis Breisgau-Hochschwarzwald und dem Landkreis Lörrach.

## Profil
Die Westrampe von Staufen über das Münstertal hinauf zum Wiedener Eck überbrückt auf einer Strecke von 20 Kilometern einen Höhenunterschied von 743 Höhenmetern, was einer durchschnittlichen Steigung von 3,7 % entspricht. Die Steigungsmaxima betragen auf der Landesstraße 123 folgend 6 %. Der Verlauf der Straße weist im oberen Drittel mehrere Haarnadelkurven auf. Am Skilift Neuhof lässt sich die Passstraße über eine steilere Straße abkürzen. Der Weg verkürzt sich dabei auf 18,4 Kilometer, die Steigungsmaxima betragen auf diesem Abschnitt bis 21 %.
Die Südostrampe über Utzenfeld entlang des Wiedenbachs bildet die Fortsetzung der Westrampe und überbrückt auf einer Streckenlänge von 10,6 Kilometern 480 Höhenmeter, was einer durchschnittlichen Steigung von 4,5 % entspricht. Die Steigungsmaxima liegen ebenfalls bei 6 %.
Über eine weitere, weiter südlich gelegene Südostzufahrt kann man das Wiedener Eck über Aitern erreichen. In Schönau im Schwarzwald, von der B 317 abzweigend, befährt man die L 142 bis Multen, die auch zum Belchen führt und deshalb in Aitern selbst Belchenstraße heißt. Etwa 350 Meter nach dem Hotel-Restaurant Belchen-Multen mündet die L 142 auf die K 6341 ein, die links zur Talstation der Belchenbahn und rechts bis zum Wiedener Eck führt. 
Diese 12,2 Kilometer lange Strecke überwindet 634 Höhenmeter. Damit hat sie eine durchschnittliche Steigung von 5,2 % mit Steigungsmaxima von 12 % am Weiler Holzinshaus. Im weiteren Verlauf erreicht sie bei 1180 m ü. NHN die Hohtannhöhe, die einen eigenen Pass darstellt. Nahe dem Langlaufzentrum Hohtann-Belchen liegt der Kulminationspunkt; anschließend führt die Straße mit einem leichten Gefälle bis zum Wiedener Eck.

## Passhöhe
Auf der Passhöhe des Wiedener Ecks treffen sich die drei Rampen sternförmig. Dort steht das seit 1901 bestehende dreigeschossige Berghotel Wiedener Eck mit mehreren Anbauten und zahlreichen Parkplätzen. Der aus diesen Gebäuden bestehende Wohnplatz trägt denselben Namen wie der Pass. Das Wiedener Eck wird von allen drei Seiten von Überlandbussen befahren und über die gleichnamige Haltestelle des Passes bedient. Sowohl seine Nähe zum Belchen als auch die verkehrstechnisch gute Erschließung machen den Pass zu einem vergleichsweise verkehrsreichen Übergang.
Der Pass ist oft Ausgangspunkt für das südlich, zwischen Wiedener Eck und Belchen, liegende Loipengebiet. Darüber hinaus ist das Wiedener Eck nach 93 von 100 Kilometern eine Station des Fernskiwanderwegs Schonach-Belchen und läutet die letzte Etappe des längsten Skiwanderwegs im Schwarzwald ein. Darüber hinaus befinden sich im Skigebiet Münstertal-Wieden, das zwischen 880 und 1240 Höhenmeter liegt, rund um den Pass sechs Skilifte mit Schlepplängen von 400 bis 1300 Metern. Fünf der Lifte sind miteinander verbunden. Das Skigebiet erstreckt sich über beide Täler und bietet in allen Schwierigkeitsklassen bis zu 24 Kilometer lange Abfahrten. Damit ist das Skigebiet um das Wiedener Eck nach dem Gebiet Feldberg-Seebuck das zweitgrößte des Schwarzwaldes.
Auch für Fernwanderer ist das Wiedener Eck ein wichtiger Start- oder Etappenort. So ist beispielsweise der Pass Endpunkt der zehnten und Startpunkt der elften Etappe des Westweges. Am Wiedener Eck steht eines der insgesamt zwölf individuell gestalteten, drei Meter hohen Infoportale. Das Westwegportal Wiedener Eck aus Douglasienstämmen wurde 2009 eingeweiht.

## Sonstiges
Die Passhöhe Wiedener Eck wandelte sich seit dem Ende des 19. Jahrhunderts zu einem beliebten Ausflugsort.
Der evangelische Theologe Rudolf Bultmann und seine Frau Helene heirateten im August 1917. Ihre Hochzeitsreise in den Schwarzwald führte sie ins Münstertal und in das Berghaus des Wiedener Ecks.